# Fredrik Midtsjø
Fredrik Midtsjø (Levanger, 11 agosto 1993) è un calciatore norvegese, centrocampista svincolato.

## Carriera

### Club

#### Rosenborg e parentesi al Ranheim
Midtsjø ha iniziato la carriera professionistica con la maglia del Rosenborg. Ha debuttato in squadra il 13 maggio 2010, sostituendo Gjermund Åsen nel successo per 0-4 sul campo dello Stjørdals-Blink, in un incontro valido per l'edizione stagionale della Coppa di Norvegia. Per l'esordio nell'Eliteserien ha dovuto attendere il 3 luglio 2011, quando è subentrato a Per Ciljan Skjelbred nel successo per 4-0 sul Sarpsborg 08.
Il 13 luglio ha giocato il primo incontro nelle competizioni europee per club, scendendo in campo in luogo di Morten Moldskred nella vittoria per 5-0 sugli islandesi del Breiðablik, in un incontro valido per il secondo turno preliminare della Champions League 2011-2012. Il 28 agosto ha firmato un rinnovo contrattuale valido per altri due anni e mezzo. Il 29 agosto ha segnato la prima rete nella massima divisione norvegese, nel 7-0 inflitto all'Odd Grenland.
Il 31 agosto 2012, è passato in prestito al Ranheim fino al termine della stagione. A fine stagione, è tornato al Rosenborg. Il 29 marzo 2013, ha prolungato il contratto che lo legava al club per altre tre stagioni. Il 1º luglio successivo, in una sfida giocata con la squadra riserve del Rosenborg contro il Nardo, ha subito un grave infortunio al ginocchio che lo ha costretto ad un'operazione e a diversi mesi di stop.

#### Il prestito al Sandnes Ulf
Il 24 marzo 2014 è passato in prestito al Sandnes Ulf. Ha esordito con questa maglia il 30 marzo, sostituendo Steven Lennon nel pareggio per 1-1 contro l'Odd. Il 30 aprile ha realizzato la prima rete in squadra, nel successo casalingo per 2-1 contro lo Stabæk. La squadra è retrocessa in 1. divisjon al termine della stagione: Midtsjø ha totalizzato 28 presenze e 5 reti in squadra nel corso dell'anno.

#### Il ritorno al Rosenborg
Terminato il prestito, è tornato al Rosenborg in vista del campionato 2015. Il 29 giugno 2016 ha rinnovato il contratto che lo legava al Rosenborg fino al 2020. Il 24 ottobre successivo ha ricevuto la candidatura come miglior centrocampista del campionato al premio Kniksen.

#### AZ Alkmaar
Il 26 agosto 2017, Midtsjø è passato all'AZ Alkmaar a titolo definitivo, legandosi al nuovo club con un contratto quinquennale: ha scelto di vestire la maglia numero 6.

#### Galatasaray e Pendikspor
Il 2 agosto 2022, Midtsjø è stato acquistato a titolo definitivo dal Galatasaray, nella Süper Lig turca.
Dopo una sola stagione in maglia giallorossa, il 7 settembre 2023 passa a titolo definitivo al Pendikspor, sempre nella massima serie nazionale.

### Nazionale
Midtsjø ha rappresentato la Norvegia a livello Under-16, Under-17, Under-18, Under-19, Under-20, Under-21 e Under-23. Per quanto concerne la selezione Under-21, ha esordito in data 6 febbraio 2013: è stato schierato titolare nella sconfitta per 2-0 arrivata sul campo della Turchia.
Il 15 marzo 2016 è stato convocato per la prima volta in Nazionale maggiore dal commissario tecnico Per-Mathias Høgmo, in vista delle amichevoli da disputarsi rispettivamente il 24 ed il 29 marzo contro Estonia e Finlandia. Il 24 marzo ha così effettuato il suo esordio, sostituendo Per Ciljan Skjelbred nel pareggio a reti inviolate contro la formazione estone.
L'11 novembre 2022 annuncia il proprio ritiro dalla selezione norvegese.

## Statistiche

### Presenze e reti nei club
Statistiche aggiornate al 19 ottobre 2024.
| Stagione           | Club               | Campionato         | Campionato | Campionato | Coppe nazionali | Coppe nazionali | Coppe nazionali | Coppe continentali | Coppe continentali | Coppe continentali | Supercoppe | Supercoppe | Supercoppe | Totale | Totale |
| Stagione           | Club               | Comp               | Pres       | Reti       | Comp            | Pres            | Reti            | Comp               | Pres               | Reti               | Comp       | Pres       | Reti       | Pres   | Reti   |
| ------------------ | ------------------ | ------------------ | ---------- | ---------- | --------------- | --------------- | --------------- | ------------------ | ------------------ | ------------------ | ---------- | ---------- | ---------- | ------ | ------ |
| 2010               | Rosenborg          | ES                 | 0          | 0          | CN              | 1               | 0               | UCL+UEL            | 0                  | 0                  | SN         | 0          | 0          | 1      | 0      |
| 2011               | Rosenborg          | ES                 | 6          | 1          | CN              | 1               | 0               | UCL+UEL            | 2+0                | 0                  | -          | -          | -          | 9      | 1      |
| gen.-ago. 2012     | Rosenborg          | ES                 | 8          | 1          | CN              | 4               | 3               | UEL                | 2                  | 0                  | -          | -          | -          | 14     | 4      |
| ago.-dic. 2012     | Ranheim            | 1D                 | 10         | 0          | CN              | -               | -               | -                  | -                  | -                  | -          | -          | -          | 10     | 0      |
| 2013               | Rosenborg          | ES                 | 5          | 0          | CN              | 3               | 2               | UEL                | 0                  | 0                  | -          | -          | -          | 8      | 2      |
| 2014               | Sandnes Ulf        | ES                 | 28         | 5          | CN              | 0               | 0               | -                  | -                  | -                  | -          | -          | -          | 28     | 5      |
| 2015               | Rosenborg          | ES                 | 29         | 4          | CN              | 6               | 1               | UEL                | 13                 | 1                  | -          | -          | -          | 48     | 6      |
| 2016               | Rosenborg          | ES                 | 28         | 4          | CN              | 5               | 2               | UCL+UEL            | 4+2                | 0                  | -          | -          | -          | 39     | 6      |
| gen.-ago. 2017     | Rosenborg          | ES                 | 20         | 2          | CN              | 3               | 1               | UCL+UEL            | 4+2                | 0                  | SN         | 1          | 0          | 30     | 3      |
| Totale Rosenborg   | Totale Rosenborg   | Totale Rosenborg   | 96         | 13         |                 | 23              | 7               |                    | 29                 | 1                  |            | 1          | 0          | 148    | 20     |
| ago. 2017-2018     | Jong AZ            | 1D                 | 1          | 0          | -               | -               | -               | -                  | -                  | -                  | -          | -          | -          | 1      | 0      |
| ago. 2017-2018     | AZ Alkmaar         | E                  | 29         | 2          | CO              | 5               | 0               | -                  | -                  | -                  | -          | -          | -          | 34     | 2      |
| 2018-2019          | AZ Alkmaar         | E                  | 33         | 1          | CO              | 4               | 1               | UEL                | 2                  | 0                  | -          | -          | -          | 39     | 2      |
| 2019-2020          | AZ Alkmaar         | E                  | 23         | 0          | CO              | 3               | 0               | UEL                | 13                 | 1                  | -          | -          | -          | 39     | 1      |
| 2020-2021          | AZ Alkmaar         | E                  | 31         | 2          | CO              | 1               | 0               | UCL+UEL            | 2+6                | 0+0                | -          | -          | -          | 40     | 2      |
| 2021-2022          | AZ Alkmaar         | E                  | 32         | 0          | CO              | 2               | 0               | UEL+UECL           | 2+6                | 0+0                | -          | -          | -          | 42     | 0      |
| lug. 2022          | AZ Alkmaar         | E                  | 0          | 0          | CO              | 0               | 0               | UECL               | 2                  | 0                  | -          | -          | -          | 2      | 0      |
| Totale AZ Alkmaar  | Totale AZ Alkmaar  | Totale AZ Alkmaar  | 148        | 5          |                 | 15              | 1               |                    | 33                 | 1                  |            | -          | -          | 196    | 7      |
| 2022-2023          | Galatasaray        | SL                 | 21         | 1          | TK              | 4               | 0               | -                  | -                  | -                  | -          | -          | -          | 25     | 1      |
| ago. 2023          | Galatasaray        | SL                 | 0          | 0          | TK              | 0               | 0               | UCL                | 3                  | 1                  | -          | -          | -          | 3      | 1      |
| Totale Galatasaray | Totale Galatasaray | Totale Galatasaray | 21         | 1          |                 | 4               | 0               |                    | 3                  | 1                  |            | -          | -          | 28     | 2      |
| ago. 2023-2024     | Pendikspor         | SL                 | 26         | 1          | TK              | 1               | 0               | -                  | -                  | -                  | -          | -          | -          | 27     | 1      |
| 2024-2025          | Eyüpspor           | SL                 | 9          | 0          | TK              | 0               | 0               | -                  | -                  | -                  | -          | -          | -          | 9      | 0      |
| Totale             | Totale             | Totale             | 339        | 24         |                 | 43              | 10              |                    | 65                 | 3                  |            | 1          | 0          | 448    | 37     |

### Cronologia presenze e reti in nazionale
| Cronologia completa delle presenze e delle reti in nazionale ― Norvegia | Cronologia completa delle presenze e delle reti in nazionale ― Norvegia | Cronologia completa delle presenze e delle reti in nazionale ― Norvegia | Cronologia completa delle presenze e delle reti in nazionale ― Norvegia | Cronologia completa delle presenze e delle reti in nazionale ― Norvegia | Cronologia completa delle presenze e delle reti in nazionale ― Norvegia | Cronologia completa delle presenze e delle reti in nazionale ― Norvegia | Cronologia completa delle presenze e delle reti in nazionale ― Norvegia |
| Data                                                                    | Città                                                                   | In casa                                                                 | Risultato                                                               | Ospiti                                                                  | Competizione                                                            | Reti                                                                    | Note                                                                    |
| ----------------------------------------------------------------------- | ----------------------------------------------------------------------- | ----------------------------------------------------------------------- | ----------------------------------------------------------------------- | ----------------------------------------------------------------------- | ----------------------------------------------------------------------- | ----------------------------------------------------------------------- | ----------------------------------------------------------------------- |
| 24-3-2016                                                               | Tallinn                                                                 | Estonia                                                                 | 0 – 0                                                                   | Norvegia                                                                | Amichevole                                                              | -                                                                       | 86’                                                                     |
| 23-3-2018                                                               | Oslo                                                                    | Norvegia                                                                | 4 – 1                                                                   | Australia                                                               | Amichevole                                                              | -                                                                       | 77’                                                                     |
| 6-6-2018                                                                | Oslo                                                                    | Norvegia                                                                | 1 – 0                                                                   | Panama                                                                  | Amichevole                                                              | -                                                                       | 46’                                                                     |
| 10-6-2019                                                               | Tórshavn                                                                | Fær Øer                                                                 | 0 – 2                                                                   | Norvegia                                                                | Qual. Euro 2020                                                         | -                                                                       | 81’                                                                     |
| 11-10-2020                                                              | Oslo                                                                    | Norvegia                                                                | 4 – 0                                                                   | Romania                                                                 | UEFA Nations League 2020-2021 - 1º turno                                | -                                                                       | 70’                                                                     |
| 14-10-2020                                                              | Oslo                                                                    | Norvegia                                                                | 1 – 0                                                                   | Irlanda del Nord                                                        | UEFA Nations League 2020-2021 - 1º turno                                | -                                                                       | 65’                                                                     |
| 24-3-2021                                                               | Gibilterra                                                              | Gibilterra                                                              | 0 – 3                                                                   | Norvegia                                                                | Qual. Mondiali 2022                                                     | -                                                                       | 62’                                                                     |
| 27-3-2021                                                               | Malaga                                                                  | Norvegia                                                                | 0 – 3                                                                   | Turchia                                                                 | Qual. Mondiali 2022                                                     | -                                                                       | 67’                                                                     |
| 30-3-2021                                                               | Podgorica                                                               | Montenegro                                                              | 0 – 1                                                                   | Norvegia                                                                | Qual. Mondiali 2022                                                     | -                                                                       | 63’                                                                     |
| 2-6-2021                                                                | Malaga                                                                  | Norvegia                                                                | 1 – 0                                                                   | Lussemburgo                                                             | Amichevole                                                              | -                                                                       | 65’                                                                     |
| 6-6-2021                                                                | Malaga                                                                  | Norvegia                                                                | 1 – 2                                                                   | Grecia                                                                  | Amichevole                                                              | -                                                                       | 46’                                                                     |
| Totale                                                                  |                                                                         | Presenze                                                                | 11                                                                      |                                                                         | Reti                                                                    | 0                                                                       |                                                                         |

## Palmarès

### Competizioni giovanili
- Norgesmesterskapet G19: 2

Rosenborg: 2009, 2011

### Competizioni nazionali
- Campionato norvegese: 2

Rosenborg: 2015, 2016
- Coppa di Norvegia: 2

Rosenborg: 2015, 2016
- Supercoppa di Norvegia: 1

Rosenborg: 2017
- Campionato turco: 1

Galatasaray: 2022-2023